# نوپسرها سروتی
نوپسرها سروتی یک گونه سوسک از خانوادهٔ سوسک‌های شاخک‌دراز است. استفان فون برونینگ در سال ۱۹۵۳ آن را بررسی و توصیف کرد.